# Красне (Тиврівська селищна громада)
Кра́сне — село в Україні, у Вінницькому районі Вінницької області. Населення становить 1110 осіб. Входить до складу Тиврівської селищної громади.

## Історія
На початку лютого 1651 року польсько-шляхетські коругви під командуванням Мартина Калиновского, порушивши Зборівський договір, напали на містечко Красне, спалили його. Козаки не сподівались військових дій від коронного війська взимку, що й стало однією з вагомих причин невдачі. Тим більше, що напад припав на Масницю. Зокрема, на місто напали корогви старост черкаського Миколи Киселя та уланівського Казимира Пісочинського.
На території села збереглися краснянські оборонні укріплення (залишки оборонних споруд XV—XVII століть).
У 18 столітті місто належало родині Любимирських, одному з наймогутніших польських аристократичних родів. У 1766 році у Станіслава Любомирського Красне купив польський шляхтич і політичний діяч Микола Пясковський, де він заснував своє постійне місце. У 1787 році польський король Станіслав-Август Понятовський, який повертався з Кам’янця до Варшави, залишився на ніч у палаці Пясковських у Красному. Красне перебувало в руках родини Пясковських недовго, лише до розпуску Першої Польської Республіки сеймом поділу.
7 (20) листопада 1917 року, відповідно до Третього Універсалу Української Центральної Ради, увійшло до складу Української Народної Республіки.
В липні 1941 року під час Другої світової війни відбулися запеклі триденні бої радянських і німецьких військ,які несподівано прорвалися з Жмеринки на мотоциклах і увірвалися на долину річки Краснянки,де оточили радянських піхотинців.Наступного дня село атакували радянські танкісти,які визволили піхотинців та відійшли, а третього дня знову відбулась атака радянської піхоти,придушена німецьким авіанальотом.Мешканці села зазнали обстрілів та бомбардувань авіації,змушені були ховатись в ярах і лісах,серед них були загиблі,село зазнало руйнувань. 
11 січня 1944 року поблизу села відбувся повітряний бій радянського бомбардувальника Пе(Петляков)-2, що вилетів з розвідувальним польотом, з німецькими винищувачами "Мессершмітт",в ході бою радянський літак був збитий і упав на полі між селами Красне та Пирогів. Один з його пілотів загинув на місці, другий прийшов до села Жахнівка, де переховувався місцевими жителями та імовірно загинув при переході лінії фронту, а командир літака Ільясов врятувався.В 1983 році на місці падіння літака проведено розкопки, ініційовані уродженцем Красного активістом-пошуковцем Іваном Безкоровайним, та споруджено пам'ятник. 
Того ж дня на розвідку вилетіли ще два літаки Пе-2.Один з них був збитий поблизу села Ворошилівка теперішньої Гніванської міськради Вінницького району.Другий намагався приземлитися на аеродромі селища Сутиски,але згорів.Їх екіпажі загинули. 
12 червня 2020 року, відповідно до Розпорядження Кабінету Міністрів України від  № 707-р «Про визначення адміністративних центрів та затвердження територій територіальних громад Вінницької області», увійшло до складу Тиврівської селищної територіальної громади. 
19 липня 2020 року, в результаті адміністративно-територіальної реформи та ліквідації Тиврівського району, село увійшло до складу Вінницького району.
22 червня 2023 року рішенням Національної комісії зі стандартів державної мови віднесено до списку населених пунктів, які «можуть не відповідати лексичним нормам української мови», зокрема стосуватися «російської імперської чи колоніальної політики». Громаді рекомендовано обґрунтувати доцільність збереження поточної назви або запропонувати нову назву в установленому законодавством порядку. 

## Відомі люди
- Дриз Овсій Овсійович — єврейський поет.
- Данило Нечай — загинув 10 лютого 1651 року у бою з польськими військами Мартина Калиновського під час захисту містечка Красне.
- Бессараб Костянтин Миколайович (1990—2016) — солдат Збройних сил України, учасник російсько-української війни.
- Зновицький Йосип Йосипович (30 грудня 1863 — 25 квітня 1920) — ушицький повітовий комісар УНР.
- Мойсеєва Марія Никифорівна (1889-?) — біолог-анатом.

## Галерея

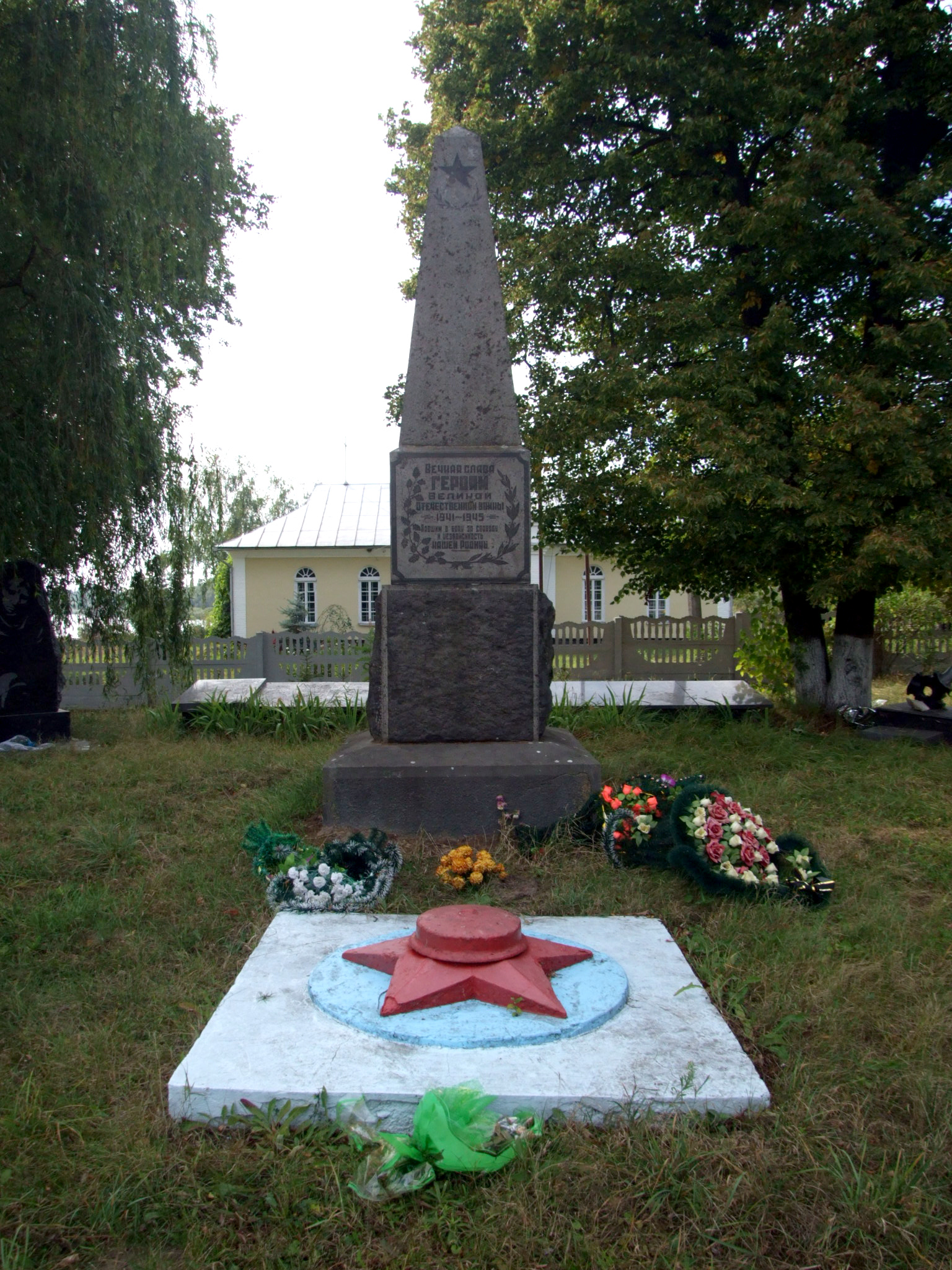
Братська могила 367 воїнів Радянської Армії і пам'ятник 285 воїнам-односельчанам
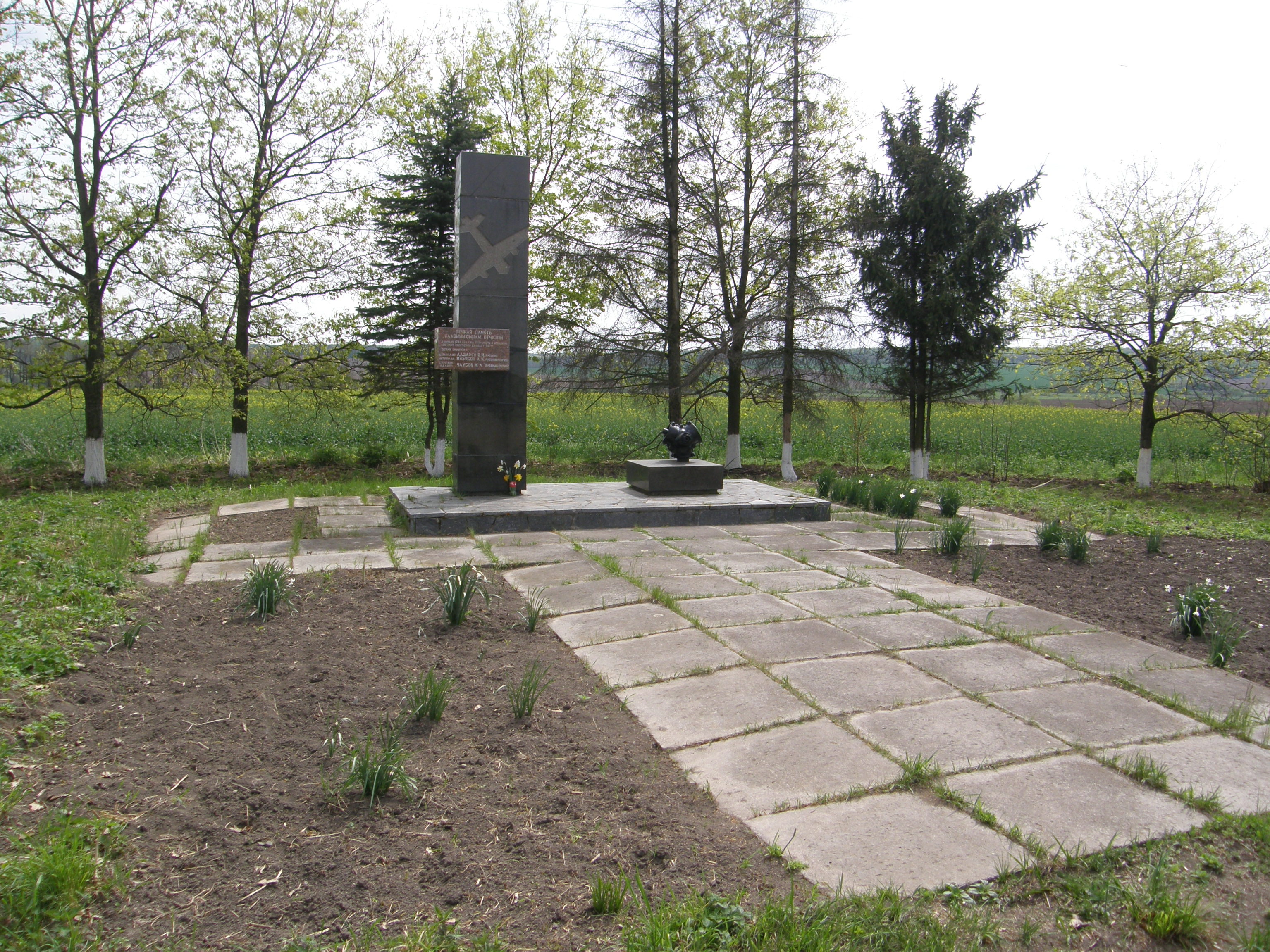
Пам'ятник Радянським льотчикам.Створений в 1983 році.